# Prawo upadłościowe (ustawa)
Prawo upadłościowe (do dnia 31 grudnia 2015 Prawo upadłościowe i naprawcze) – ustawa z dnia 28 lutego 2003 r. zawierająca przepisy dotyczące polskiego postępowania upadłościowego i postępowania naprawczego, regulująca zasady wspólnego dochodzenia roszczeń wierzycieli od niewypłacalnych dłużników (przedsiębiorców i osób fizycznych nieprowadzących działalności gospodarczej) oraz skutki ogłoszenia upadłości, a także przed 1 stycznia 2016 zasady postępowania naprawczego wobec przedsiębiorców zagrożonych niewypłacalnością.

## Geneza
Do czasu wejścia w życie ustawy z 2003 roku problematykę prawa upadłościowego i naprawczego w polskim systemie prawnym regulowały między innymi następujące akty prawne:
- Rozporządzenie Prezydenta Rzeczypospolitej z dnia 24 października 1934 r. – Prawo upadłościowe;
- Rozporządzenie Prezydenta Rzeczypospolitej z dnia 24 października 1934 r. – Prawo o postępowaniu układowym.

Po transformacji ustrojowej w Polsce, w związku z unowocześnieniem się obrotu gospodarczego dostrzeżono potrzebę uchwalenia nowej, kompleksowej regulacji tej dziedziny prawa. Oba rozporządzenia z okresu międzywojennego były wielokrotnie nowelizowane i posługiwały się dawną terminologią, niedostosowaną do systemu prawnego w Polsce.

## Proces legislacyjny
Do przygotowania projektu nowej ustawy powołano komisję ds. reformy prawa upadłościowego pod kierownictwem prof. Feliksa Zedlera, który jest uważany za głównego autora ustawy.
Projekt ustawy przedłożony został przez Radę Ministrów Marszałkowi Sejmu dnia 22 sierpnia 2002 r. Sejm uchwalił ustawę dnia 8 stycznia 2003 r., Senat uchwalił ustawę wraz z poprawkami 28 lutego 2003 r. Prezydent podpisał ustawę dnia 18 marca 2003 r. Ustawę ogłoszono w Dzienniku Ustaw dnia 9 kwietnia 2003 r.
Większość przepisów ustawy weszła w życie w dniu 1 października 2003 r. Niektóre przepisy zaczęły obowiązywać z dniem 24 kwietnia 2003 r. oraz 1 maja 2004 r. (data przystąpienia Polski do Unii Europejskiej).

## Charakterystyka i główne założenia ustawy
Ustawa zreformowała procedurę wspólnego dochodzenia roszczeń przez wierzycieli od niewypłacalnych dłużników. Wprowadzone zmiany dotyczyły między innymi:
- integracji w jednym akcie prawnym postępowania upadłościowego obejmującego likwidację majątku dłużnika oraz postępowania upadłościowego z możliwością zawarcia układu;
- określenia nowego celu postępowania upadłościowego – zaspokojenie wierzycieli w jak najwyższym stopniu oraz zachowanie przedsiębiorstwa dłużnika, jeśli pozwalają na to racjonalne względy;
- wprowadzeniu do polskiego systemu prawnego postępowania naprawczego wobec przedsiębiorców zagrożonych niewypłacalnością;
- zmiany sposobu zaspokajania wierzycieli, których wierzytelności są zabezpieczone rzeczowo;
- bardziej szczegółowej regulacji międzynarodowego postępowania upadłościowego.

## Systematyka ustawy
Ustawa z dnia 28 lutego 2003 r. – Prawo upadłościowe składa się z 6 części. Części dzielą się na tytuły, tytuły dzielą się na działy, działy dzielą się na rozdziały. W niektórych rozdziałach dodatkowo wydzielono oddziały.
- CZĘŚĆ PIERWSZA: PRZEPISY OGÓLNE O POSTĘPOWANIU UPADŁOŚCIOWYM I JEGO SKUTKACH (art. 1 – 377)
  - Tytuł I: Przepisy ogólne (art. 1 – 17)
  - Tytuł II: Postępowanie w przedmiocie ogłoszenia upadłości (art. 18 – 56)
  - Tytuł III: Skutki ogłoszenia upadłości (art. 57 – 148)
  - Tytuł IV: Przepisy ogólne o postępowaniu upadłościowym prowadzonym po ogłoszeniu upadłości (art. 149 – 235)
  - Tytuł V: Zgłoszenie i ustalenie wierzytelności (art. 236 – 266)
  - Tytuł VI: Układ (art. 267 – 305)
  - Tytuł VII: Likwidacja masy upadłości (art. 306 – 334)
  - Tytuł VIII: Podział funduszów masy upadłości i sum uzyskanych ze zbycia rzeczy i praw obciążonych rzeczowo (art. 335 – 360)
  - Tytuł IX: Zakończenie i umorzenie postępowania upadłościowego i ich skutki (art. 361 – 372)
  - Tytuł X: Postępowanie w sprawach orzekania zakazu prowadzenia działalności gospodarczej (art. 373 – 377)
- CZĘŚĆ DRUGA: PRZEPISY Z ZAKRESU MIĘDZYNARODOWEGO POSTĘPOWANIA UPADŁOŚCIOWEGO (art. 378 – 417)
  - Tytuł I: Przepisy ogólne (art. 378 – 381)
  - Tytuł II: Jurysdykcja krajowa (art. 382 – 384)
  - Tytuł III: Uznanie zagranicznych postępowań upadłościowych (art. 385 – 404)
  - Tytuł IV: Wtórne postępowanie upadłościowe (art. 405 – 412)
  - Tytuł V: Współpraca z sądami zagranicznymi i zarządcami zagranicznymi (art. 413 – 417)
- CZĘŚĆ TRZECIA: ODRĘBNE POSTĘPOWANIA UPADŁOŚCIOWE (art. 418 – 49123)
  - Tytuł I: Postępowanie upadłościowe wszczęte po śmierci niewypłacalnego dłużnika (art. 418 – 425)
  - Tytuł IA: Postępowanie upadłościowe wobec deweloperów (art. 4251 – 4255)
  - Tytuł II: Postępowanie upadłościowe wobec banków i spółdzielczych kas oszczędnościowo-kredytowych (art. 426 – 470)
  - Tytuł III: Postępowanie upadłościowe wobec zakładów ubezpieczeń i zakładów reasekuracji (art. 471 – 482)
  - Tytuł IV: Postępowanie upadłościowe wobec emitentów obligacji (art. 483 – 491)
  - Tytuł V: Postępowanie upadłościowe wobec osób fizycznych nieprowadzących działalności gospodarczej (art. 4911 – 49123)
- CZĘŚĆ CZWARTA: POSTĘPOWANIE NAPRAWCZE W RAZIE ZAGROŻENIA NIEWYPŁACALNOŚCIĄ (art. 492 – 521) (uchylona z dniem 1 stycznia 2016 ustawą z dnia 15 maja 2015 r. – Prawo restrukturyzacyjne (Dz.U. z 2024 r. poz. 1428))
- CZĘŚĆ PIĄTA: PRZEPISY KARNE (art. 522 – 523)
- CZĘŚĆ SZÓSTA: ZMIANY W PRZEPISACH OBOWIĄZUJĄCYCH, PRZEPISY PRZEJŚCIOWE I PRZEPISY KOŃCOWE (art. 524 – 546)

## Nowelizacje
Od czasu wejścia w życie ustawa była nowelizowana ponad 80 razy. Najważniejszą zmianą była reforma wielu instytucji prawa upadłościowego dokonana po przeprowadzeniu audytu obowiązywania ustawy po trzech latach od jej wejścia w życie. Nowelizacje wynikały również z orzeczeń Trybunału Konstytucyjnego dotyczących niekonstytucyjności przepisów ustawy. Inne ważne zmiany dotyczyły:
- statusu syndyka masy upadłości i nadzorcy sądowego w postępowaniu upadłościowym w związku z wprowadzeniem licencji syndyka;
- wprowadzenia do polskiego systemu prawnego instytucji upadłości konsumenckiej;
- wprowadzenia odrębnego postępowania upadłościowego wobec deweloperów;
- wprowadzenia odrębnego postępowania upadłościowego wobec spółdzielczych kas oszczędnościowo-kredytowych;
- złagodzenia przesłanek ogłoszenia upadłości konsumenckiej oraz zmniejszenia kosztów postępowania w tych sprawach.